# 도리야마 모토무

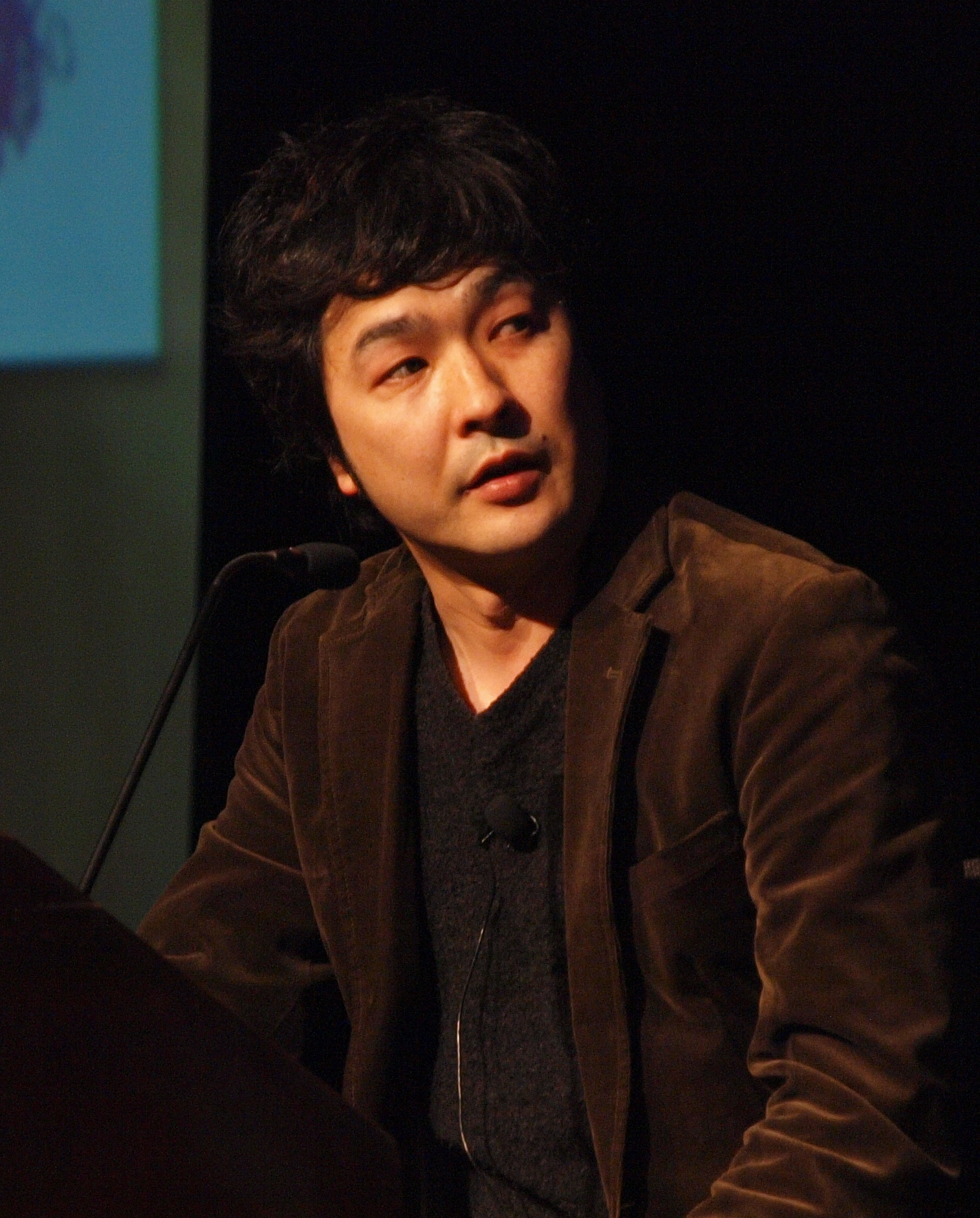

도리야마 모토무(鳥山求, 1971년 2월 9일 ~ )는 1994년부터 스퀘어 에닉스를 위해 일하고 있는 일본의 게임 감독이자 시나리오 작가이다.

## 참여 작품

### 비디오 게임
- 바하무트 라군
- 파이널 판타지 VII
- 레이싱 라군
- 파이널 판타지 X
- 파이널 판타지 X-2
- 파이널 판타지 XII: 레버넌트 윙스
- 포춘 스트리트 DS
- 디시디아 파이널 판타지
- 파이널 판타지 XIII
- 프론트 미션 이볼브드
- 더 써드 버스데이
- 포춘 스트리트 Wii
- 파이널 판타지 XIII-2
- 파이널 판타지 XIV
- 라이트닝 리턴즈 파이널 판타지 XIII
- 뫼비우스 파이널 판타지
- 파이널 판타지 VII 리메이크
- 크라이시스 코어: 파이널 판타지 VII

### 기타 프로젝트
- 파이널 판타지 X 카부키 플레이